# Berufsbildungszentrum Marijampolė
Das Berufsbildungszentrum Marijampolė (lit. Marijampolės profesinio rengimo centras, Marijampolės PRC, MPRC) ist eine regionale Berufsschule mit  berufs- und  allgemeinbildenden Filialen  (Gymnasiale Abteilung des Zentrums) in der  litauischen südwestlichen Stadt Marijampolė, in der Region Suvalkija. 2014 besuchten 1.742 Schüler die Schule. Im Zentrum arbeiten 300 Mitarbeiter (Juni 2013).  Das heutige Berufsbildungszentrum wurde am 1. Juli 2000 gegründet. Davor gab es mehrere einzelne Berufsschulen in Marijampolė, Vilkaviškis, Kudirkos Naumiestis und Kybartai. 
158 Pädagogen bilden Floristen, Friseure, Kellner und Barkeeper, Verkäufer, kommerzielle Unternehmensmanagement-Assistenten, Sekretäre, Zimmerleute, Koche, Dekoratoren, Bauarbeiter (Baumeister), Automechaniker, Straßen- und Wartungsarbeiter, Meliorationsarbeiter, Schlosser, Kleinunternehmer, Sozialarbeiter-Assistenten, Maschinenwartungsspezialisten, Schlosser-Werkzeugmacher und Spezialisten der elektrischen Ausrüstung aus.
Das Bildungszentrum ist auch eine staatliche anerkannte Fahrschule (Klassen A, B, C, CE, D). Die Schulung findet in Marijampolė, Vilkaviškis und im Dorf Būbeliai der Rajongemeinde Šakiai statt.
Es gibt eine Abteilung für Erwachsenenbildung und eine spezielle Abteilung für Bildung der Insassen der Justizvollzugsanstalt Marijampolė.